# Nederlandse Programma Stichting
De Nederlandse Programma Stichting (NPS) was een Nederlandse publieke omroep. Op 1 september 2010 is de NPS gefuseerd met Teleac en RVU tot de NTR. Het was de enige A-omroep zonder leden en zonder programmablad. De NPS zond van 1995 tot 2006 uitsluitend uit op Nederland 3 en 3FM, en van 2006 tot de fusie in 2010 voornamelijk op Nederland 2.

## Geschiedenis

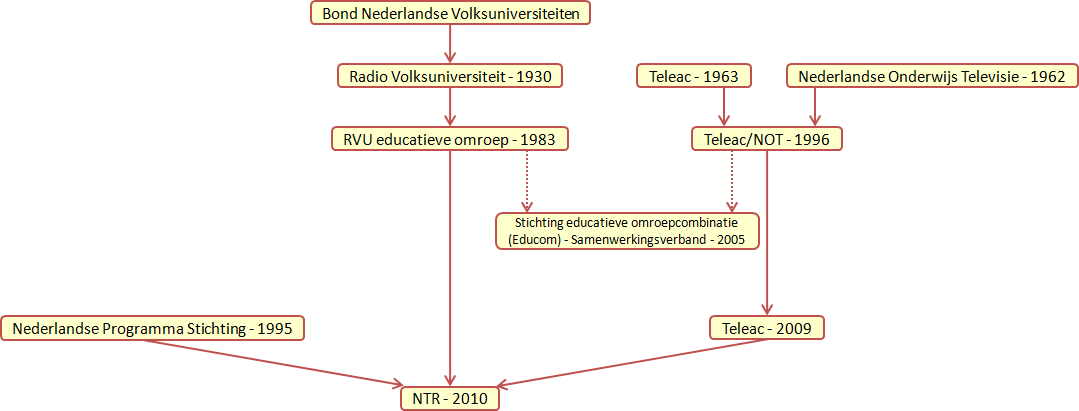
Geschiedenis NPS

De NPS ontstond op 1 januari 1995, toen deze de taak van de NOS overnam om culturele, informatieve, minderheden- en jeugdprogramma's uit te zenden.
Willem van Beusekom was tot aan zijn overlijden op 21 mei 2006 algemeen directeur. Hij werd opgevolgd door Joop Daalmeijer, die dezelfde functie ging bekleden bij de NTR.
Door de plannen van het kabinet-Balkenende II leek het erop dat de NPS in 2008 werd opgeheven. Als reden voor opheffing werd onder andere gegeven dat de ledenloze NPS niet in het nieuwe systeem zou passen, dat het kabinet voor de publieke omroep voor ogen had. Het wetsvoorstel werd door de val van het kabinet-Balkenende II nooit uitgevoerd.
De laatste voorzitter van de NPS was Roger van Boxtel.

## Programma's
Conform de Mediawet 2008 maakte de NPS een reeks programma's waarin culturele en etnische minderheden hun achterban kunnen bereiken. Een voorbeeld is Lijn5, dat met een reeks programma's de urban jongerensubcultuur bereikt.
In 2006 zond de NPS de serie Fok jou! uit, een dramaserie over een veertienjarig meisje dat in de macht komt van een loverboy. 

### Eigen producties
- NPS Martinet
- Sinterklaasjournaal
- Landelijke intocht van Sinterklaas (sinds 2002 onderdeel van het Sinterklaasjournaal)
- NOVA/Den Haag vandaag (samen met VARA en NOS)
- Sesamstraat
- Het Klokhuis
- Buitenhof (samen met VARA en VPRO)
- Zembla (samen met VARA)
- Andere Tijden (samen met VPRO)
- Raymann is Laat
- Met het Mes op Tafel (vanaf najaar 2010 bij Omroep MAX)
- Premtime
- TV3
- FIT
- De Nieuwste Show (samen met BNN)
- De Avond van de korte film
- One Night Stand
- 13 in de oorlog (serie over de Tweede Wereldoorlog)
- Het Roze Rijk
- Isabelle
- De Flat Van Ali B
- MetMichiel
- Domien Is Wakker
- Ekstra Weekend
- GigaGiel
- Kort En Klijn

### Aangekochte series
Buitenlandse series die door de NPS zijn uitgezonden zijn onder andere:
- Later with Jools Holland
- Six Feet Under